# Mario Faccenda
Mario Faccenda (Ischia, 23 novembre 1960) è un dirigente sportivo ed ex calciatore italiano, di ruolo difensore.

## Carriera

### Giocatore
Cresciuto nell'Isola Liri, esordì da professionista nel 1979 con il Latina in Serie C2, dove raccolse 51 presenze e segnò 11 reti in due stagioni.
Approdò nel 1981 al Genoa, con cui disputò i primi tre campionati in Serie A (78 presenze e 2 reti) e altri due in Serie B (70 presenze e una rete). Il suo gol all'ultima giornata del campionato 1981-1982 è stato uno dei più importanti della storia del Grifone: salvando in extremis la sua squadra con la rete del pareggio per 2-2 al S. Paolo contro il Napoli, fu il Milan a retrocedere in Serie B.
Nel 1986 fu acquistato dal Pisa, dove nella prima stagione conquistò la promozione in Serie A (32 presenze e una rete) e nel 1988 vinse la Coppa Mitropa (54 presenze e 2 reti nel biennio in massima serie). All'ultima giornata del campionato 1987-88 mise a segno la doppietta decisiva (vittoria 2-0 contro il Torino) che sancì la salvezza della compagine pisana. A seguito della retrocessione conseguita nel 1989, cambiò squadra senza uscire dai confini regionali, accasandosi alla Fiorentina, dove visse la finale di Coppa UEFA del 1990 persa con la Juventus, la retrocessione in Serie B del 1993 e la conquista del campionato cadetto la stagione successiva.
Non rientrando nei piani della società per l'imminente stagione in massima serie, nel 1994 giocò la sua ultima stagione calcistica con la Carrarese.

### Dirigente
Dopo il ritiro è diventato un osservatore. Ha lavorato per la Fiorentina e Venezia , per sei stagioni, per il Palermo, con Rino Foschi come direttore sportivo. Dopo l'addio da parte di quest'ultimo alla società rosanero e l'avvicinamento al Genoa, ha lavorato come osservatore per l'Atalanta.,Sassuolo tre anni, Torino un anno e Modena due anni. È responsabile della scuola calcio della Settignanese

## Statistiche

### Presenze e reti nei club
| Stagione          | Squadra           | Campionato        | Campionato | Campionato | Coppe nazionali | Coppe nazionali | Coppe nazionali | Coppe continentali | Coppe continentali | Coppe continentali | Altre coppe | Altre coppe | Altre coppe | Totale | Totale |
| Stagione          | Squadra           | Comp              | Pres       | Reti       | Comp            | Pres            | Reti            | Comp               | Pres               | Reti               | Comp        | Pres        | Reti        | Pres   | Reti   |
| ----------------- | ----------------- | ----------------- | ---------- | ---------- | --------------- | --------------- | --------------- | ------------------ | ------------------ | ------------------ | ----------- | ----------- | ----------- | ------ | ------ |
| 1978-1979         | Isola Liri        | ?                 | ?          | ?          | ?               | ?               | ?               | -                  | -                  | -                  | -           | -           | -           | ?      | ?      |
| 1979-1980         | Latina            | C2                | 20         | 2          | CI-S            | ?               | ?               | -                  | -                  | -                  | -           | -           | -           | 20+    | 2+     |
| 1980-1981         | Latina            | C2                | 31         | 9          | CI-S            | ?               | ?               | -                  | -                  | -                  | -           | -           | -           | 31+    | 9+     |
| Totale Latina     | Totale Latina     | Totale Latina     | 51         | 11         |                 | ?               | ?               |                    | -                  | -                  |             | -           | -           | 51+    | 11 +   |
| 1981-1982         | Genoa             | A                 | 21         | 1          | CI              | 3               | 0               | -                  | -                  | -                  | -           | -           | -           | 24     | 1      |
| 1982-1983         | Genoa             | A                 | 30         | 1          | CI              | 3               | 0               | -                  | -                  | -                  | -           | -           | -           | 33     | 1      |
| 1983-1984         | Genoa             | A                 | 27         | -0         | CI              | 5               | 1               | -                  | -                  | -                  | -           | -           | -           | 32     | 1      |
| 1984-1985         | Genoa             | B                 | 33         | 1          | CI              | 6               | 1               | -                  | -                  | -                  | -           | -           | -           | 39     | 2      |
| 1985-1986         | Genoa             | B                 | 37         | 1          | CI              | 5               | 1               | -                  | -                  | -                  | -           | -           | -           | 37     | 1      |
| Totale Genoa      | Totale Genoa      | Totale Genoa      | 148        | 4          |                 | 22              | 3               |                    | -                  | -                  |             | -           | -           | 170    | 7      |
| 1986-1987         | Pisa              | B                 | 32         | 1          | CI              | 0               | 0               | -                  | -                  | -                  | -           | -           | -           | 32     | 1      |
| 1987-1988         | Pisa              | A                 | 27         | 2          | CI              | 6               | 0               | MC                 | 3                  | 0                  | -           | -           | -           | 36     | 2      |
| 1988-1989         | Pisa              | A                 | 27         | 1          | CI              | 9               | 0               | -                  | -                  | -                  | -           | -           | -           | 27     | 1      |
| Totale Pisa       | Totale Pisa       | Totale Pisa       | 86         | 4          |                 | 15              | 0               |                    | -                  | -                  |             | -           | -           | 104    | 4      |
| 1989-1990         | Fiorentina        | A                 | 20         | 0          | CI              | 2               | 0               | CU                 | 4                  | 0                  | -           | -           | -           | 26     | 0      |
| 1990-1991         | Fiorentina        | A                 | 33         | 0          | CI              | 6               | 0               | -                  | -                  | -                  | -           | -           | -           | 39     | 0      |
| 1991-1992         | Fiorentina        | A                 | 34         | 2          | CI              | 3               | 0               | -                  | -                  | -                  | -           | -           | -           | 37     | 2      |
| 1992-1993         | Fiorentina        | A                 | 23         | 1          | CI              | 2               | 0               | -                  | -                  | -                  | -           | -           | -           | 23     | 1      |
| 1993-1994         | Fiorentina        | B                 | 15         | 1          | CI              | 0               | 0               | -                  | -                  | -                  | -           | -           | -           | 15     | 1      |
| Totale Fiorentina | Totale Fiorentina | Totale Fiorentina | 125        | 4          |                 | 13              | 0               |                    | 4                  | 0                  |             | -           | -           | 142    | 4      |
| 1994-1995         | Carrarese         | C1                | 32         | 1          | CI              | ?               | ?               | -                  | -                  | -                  | -           | -           | -           | 32     | 1      |
| Totale carriera   | Totale carriera   | Totale carriera   | 442        | 24         |                 | 50              | 3               |                    | 7                  | 0                  |             | -           | -           | 499    | 27     |

## Palmarès

### Competizioni nazionali
- Campionato italiano di Serie B: 2

Pisa: 1986-1987
Fiorentina: 1993-1994

### Competizioni internazionali
- Coppa Mitropa: 1

Pisa: 1988